# Eloisa Passaro
Eloisa Passaro (Padova, 12 luglio 1997) è una schermitrice italiana, specializzata nella sciabola.

## Palmarès

### Risultati élite
In carriera ha ottenuto i seguenti risultati:
Europei
Individuale
A squadre
- Argento nella sciabola ad Adalia 2022

Giochi europei
Individuale
- Bronzo nella sciabola a Cracovia 2023

A squadre
- Argento nella sciabola a Cracovia 2023

Campionati italiani
Individuale
- Argento nella sciabola a Courmayeur 2022
- Bronzo nella sciabola a Cagliari 2024

A squadre
- Oro nella sciabola a Gorizia 2017
- Oro nella sciabola a Palermo 2019
- Argento nella sciabola a Milano 2018
- Argento nella sciabola a Cassino 2021
- Argento nella sciabola a Courmayeur 2022
- Argento nella sciabola a Cagliari 2024

### Risultati giovani
Mondiali giovani
Individuale
A squadre
- Oro nella sciabola a Tashkent 2015
- Argento nella sciabola a Plovdiv 2017

Europei Under-23
Individuale
- Argento nella sciabola a Erevan 2018

A squadre
- Argento nella sciabola a Erevan 2018
- Bronzo nella sciabola a Plovdiv 2019

Europei giovani
Individuale
A squadre
- Bronzo nella sciabola a Maribor 2015
- Argento nella sciabola a Plovdiv 2017

Europei cadetti
Individuale
A squadre
- Argento nella sciabola a Budapest 2013